# Casale Marittimo
Casale Marittimo är en ort och kommun i provinsen Pisa i regionen Toscana i Italien. Kommunen hade 1 103 invånare (2018).